# Pieter Ursi
Pieter Ursi (Leuven, 31 maart 1877 – Berchem, 1 november 1937) was een Belgisch bedrijfsleider, Vlaams activist en lid van de Tweede Raad van Vlaanderen.

## Levensloop
Ursi was eigenaar van een schoenfabriek en was tegelijk een socialistisch voorman in het Leuvense. Hij was voorzitter van de afdeling Leuven van de socialistische Centrale voor Arbeidersopvoeding, waar hij jongeren beïnvloedde zoals Leo Magits en Frans Liebaers. 
Hij werd beschuldigd van financiële onregelmatigheden en tot zijn verdediging voerde hij aan zowel voor zijn socialistische als voor zijn Vlaamsgezinde overtuigingen gezocht te worden.
Tijdens de Eerste Wereldoorlog sloot hij zich aan bij het activisme en in 1918 werd hij lid van de kortstondige Tweede Raad van Vlaanderen. In Leuven leidde hij een vrijzinnige activistische groep, in concurrentie met een katholieke groep. Zijn groep was radicaal en beschikte over een knokploeg die politieke tegenstanders intimideerde en over een geheime politie die tegenstanders bespioneerde. 
Hij vluchtte in november 1918 naar Duitsland, samen met Leo Magits, en nam er deel aan de Spartacusrevolutie. Hij ging vervolgens in Amsterdam wonen, terwijl hij in België werd veroordeeld als activist. Hij werd lid van de Sociaal-Democratische Partij en was, in Amsterdam, medestichter van de Vlaamsch-Hollandsche vereniging Guido Gezelle (1926), van het Algemeen Nederlandsch Arbeidersverbond (1928) en van de Nederlandsche Unie (1929). Van deze laatste was hij secretaris.
Na het in werking treden van de Uitdovingswet keerde hij naar België terug, maar ontwikkelde geen noemenswaardige activiteiten meer.